# 카멜리아 라인

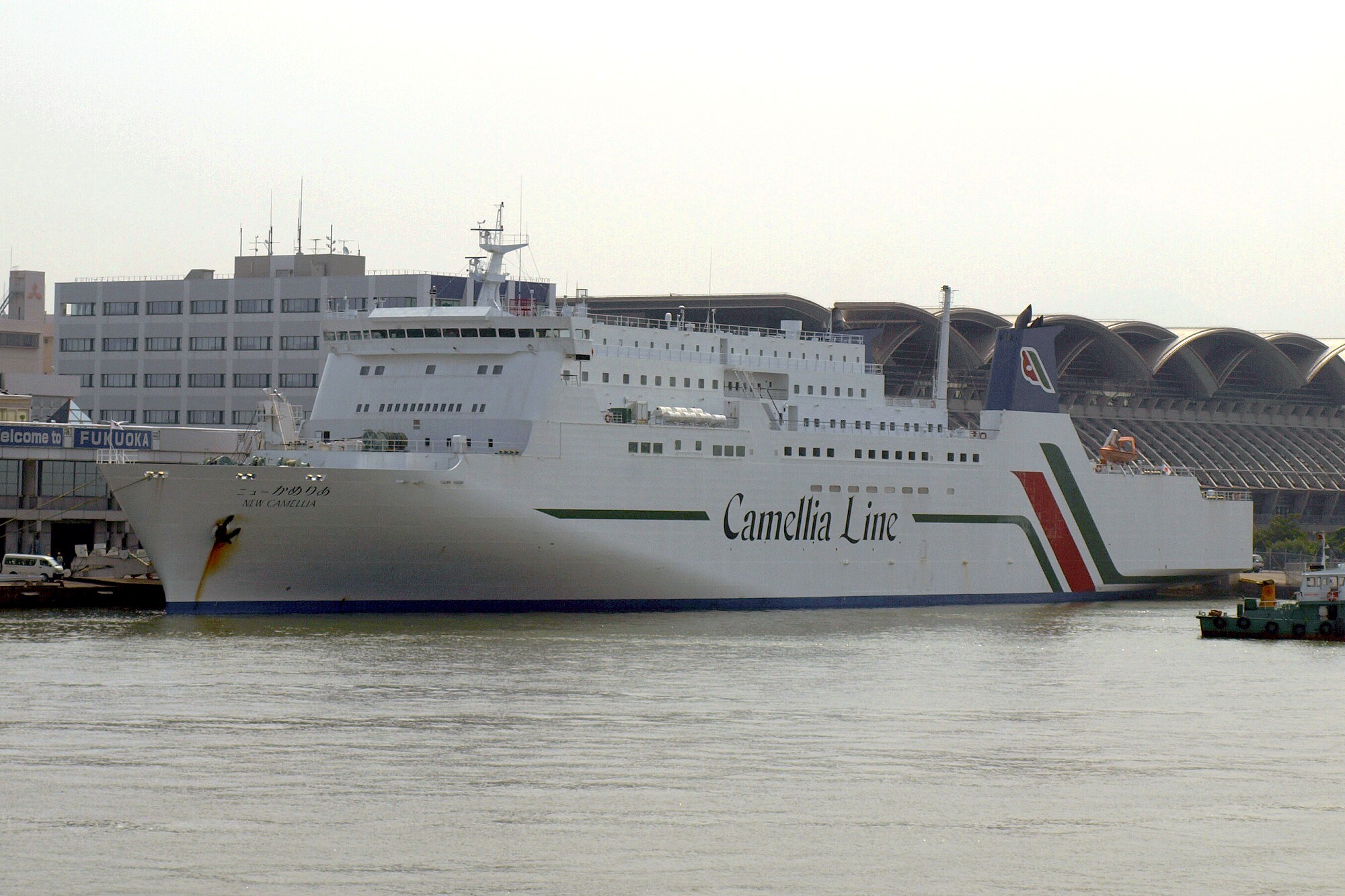
뉴 카멜리아호

카멜리아 라인(일본어: カメリアライン, Camellia Line Co., ltd.)은 일본 후쿠오카현의 하카타항과 대한민국의 부산항여객터미널을 서로 오가는 화객선을 운항하고 있는 해운 업체이다. 일본의 일본우선의 자회사인 긴카이 유센과 대한민국의 고려해운의 합작으로 설립하였다. 설립된 시기는 1990년 4월 26일이며, 업종은 해운업으로 등록되어 있다. 자본금은 4억엔, 순이익은 11억 5862만 9000엔을, 총 자산 역시 19억 1246만 9000엔을 각각 기록하고 있다. 또한 종업원 수는 26명에 이르고 있어 규모는 작은 편임에도 불구, 한국에도 영업을 대행하고 있어, 한국 측 대행사는 고려훼리이며, 이 선사의 여객선은 매달 1일만 운휴한다. 최근에는 2019년 한일 무역 분쟁 여파에 따른 여행자 수요가 급감하면서 뉴 카멜리아호의 정기 운휴일을 주말 출항분도 운휴에 돌입하게 된다. 다만 주말 휴항이 적용되더라도 매월 1일 운휴는 계속된다.

## 주요 선박
여객선은 뉴 카멜리아호가 유일하고, 화물선은 컨테이너 타입의 MARVEL호와 RORO선 타입으로 이루어져 있는 RORO CAMELLIA 등 3종의 선박을 보유하고 있다.

### 여객선
- 뉴 카멜리아호(ニューかめりあ, NEW CAMELLIA): 총 10,862톤(국제 규격으로는 19,961톤), 전장 170m, 전폭 24m, 항해 속력 23.5노트, 여객 정원 522명, 승용차 41대 적재 가능. 건조된 곳은 미쓰비시 중공업 시모노세키 조선소를 통해 건조된 상태이며, 아시안 하이웨이 1호선() 전용 여객선으로 지정.

### 화물선
- MARVEL (컨테이너선): 2004년 건조, 총 톤수는 5,403톤, 적재량 556TEU, 주요 항로는 부산 - 기타큐슈(모지) - 나카노세키 - 도쿠야마 - 히로시마 - 부산 항로와 부산 - 모지 - 도쿠야마 - 우베 - 히로시마 - 부산 항로 등 2개의 항로로 운항하게 됨.
- RORO CAMELLIA (RORO선): 2018년 취항, 총 톤수는 14,585톤, 전장 149.57m, 원래 선명은 류큐 해운의 슈레이(しゅれい)임.

### 과거 운항한 선박
- 카멜리아호(かめりあ, CAMELLIA): 총 8,885톤, 전장 166.5m, 전폭 24m, 항해 속력 18노트, 최고 속력 21노트, 여객 정원 563명, 화물 적재량 120TEU, 나카이 조선 세토다 공장을 통해 건조되었으며, 1990년 12월 취항, 2004년 6월 퇴역.

## 같이 보기
- 관부 훼리 (시모노세키 - 부산간 화객선, 1970년부터 취항)
- 비틀호 (JR 큐슈 고속선에서 운항)
- 코비호 (미래고속에서 운항)
- 아시안 하이웨이 1호선 - 일본과 한국을 뱃길로 이어주는 연결 통로로 고속도로 역할을 기능하게 되는 뱃길